# ETOAM
ETOAM株式会社（英称：ETOAM Co.,Ltd.）はかつて存在した日本の企業。東京都渋谷区に本社を置いていた持株会社で、傘下にファッション、食品・飲食、IT・メディアの事業運営、新規事業開拓を行う企業群を抱えていた。1985年創業、2013年にグループ会社の恵藤総研と合併する形で解散した。本項では関連するグループ会社についても記載する。

## 概要
ファッションカンパニー、食品・飲料カンパニー、IT・メディアカンパニー、投資・新産業カンパニーと4つの事業をメインに展開。また、日本のみならず、29社(参照元当時)、うち海外法人3社と海外にも展開を行った。2009年3月期の連結売上は406億円。当時の子会社にMARK STYLER等がある。グループ内で頻繁に会社の統廃合を繰り返していた。

## 沿革
- 1985年12月：大阪府で食品・飲食業にて操業
- 1995年：法人化
- 2007年：持株会社制に移行
- 2010年：屋号をETOAM（エトーム）株式会社に変更
- 2011年3月3日：『ELLE』を刊行するアシェット婦人画報社の協力のもと、世界初となる『ELLE CAFE』(エル・カフェ)を博多阪急4階に開業[3][4]
- 2011年11月：ビューティ事業へ参入し、スキンケア用品の販売を開始[5]
- 2012年9月：エトーム株式会社設立
- 2013年1月1日：100％子会社のINSOU株式会社をINSOUホールディングス株式会社に譲渡
- 2013年4月1日：グループ会社の恵藤総研（大阪市）と合併する形で解散[1]
- 2013年4月16日：2012年3月期までの3年間で約2.2億円の申告漏れがあったことが発覚[1]
- 2013年4月17日： 上記申告漏れを自主的に修正し、過小申告加算税を含む追加徴税額約7,000万円を納税[6]
- 2015年2月：MFSJ株式会社（フレッド・シーガル事業部）を諸戸グループへ売却
- 2015年4月：MARK STYLER株式会社をCITICグループへ売却

## 当時のグループ会社

### MARK STYLER株式会社
2005年設立のアパレルメーカー。

### エトーム株式会社
エトーム株式会社は、ファッションやメディア、外食ビジネスなどを通じて、社会に新しい価値を提供する会社に投資・育成をベースに事業拡大のサポートを行うことを謳う日本の投資会社。
南青山に店舗を構えたセレクトショップ「valveat 81」やパリの老舗セレクトショップ「レクレルール」の日本での運営を行っていたMARK STYLER株式会社の全株式を、2015年5月1日（4月30日付）で、中国系投資ファンド、シティック・キャピタル・パートナーズ (CITIC Capital partners) に売却。シティック・キャピタル・パートナーズは香港を本拠地とするシティック・キャピタル・ホールディングス (CITIC Capital Holdings Limited) のプライベート・エクイティ部門。
また、2015年2月には当時の子会社、MARK STYLER株式会社が契約を結んでいたアメリカのセレクトショップ、フレッド・シーガルのライセンス使用権を、諸戸インベストメントと関連会社のセレンディップ・コンサルティングに譲渡。